# 2003. évi téli európai ifjúsági olimpiai fesztivál
A 2003. évi téli európai ifjúsági olimpiai fesztivált hivatalos nevén a VI. téli európai ifjúsági olimpiai fesztivál egy több sportot magába foglaló nemzetközi sportesemény, melyet 2003. január 25. és 31-e között rendeztek Bledban, Szlovéniában.

## Versenyszámok
| Versenyszámok a 2003. évi európai téli ifjúsági olimpiai fesztiválon |       |     |        |          |
| Sportág, szakág                                                      | férfi | női | vegyes | összesen |
| Alpesisí                                                             | 4     | 4   |        | 8        |
| Biatlon                                                              | 2     | 2   | 1      | 5        |
| Északi összetett                                                     | 2     |     |        | 2        |
| Jégkorong                                                            | 1     |     |        | 1        |
| Műkorcsolya                                                          | 1     | 1   | 2      | 4        |
| Sífutás                                                              | 2     | 2   | 1      | 5        |
| Síugrás                                                              | 2     | 1   |        | 3        |
|                                                                      |       |     |        |          |
| Összesen                                                             | 14    | 10  | 4      | 28       |

## A magyar érmesek
| Érem  | Versenyző      | Versenyszám              |
| ----- | -------------- | ------------------------ |
| Bronz | Pavuk Viktória | Műkorcsolya - Női egyéni |

## Éremtáblázat
| A 2003. évi téli ifjúsági olimpiai fesztivál éremtáblázata | A 2003. évi téli ifjúsági olimpiai fesztivál éremtáblázata | A 2003. évi téli ifjúsági olimpiai fesztivál éremtáblázata | A 2003. évi téli ifjúsági olimpiai fesztivál éremtáblázata | A 2003. évi téli ifjúsági olimpiai fesztivál éremtáblázata | Olimpia  |
| ---------------------------------------------------------- | ---------------------------------------------------------- | ---------------------------------------------------------- | ---------------------------------------------------------- | ---------------------------------------------------------- | -------- |
|                                                            | Ország                                                     | Arany                                                      | Ezüst                                                      | Bronz                                                      | Összesen |
| 1.                                                         | Oroszország                                                | 9                                                          | 5                                                          | 1                                                          | 15       |
| 2.                                                         | Norvégia                                                   | 7                                                          | 7                                                          | 5                                                          | 19       |
| 3.                                                         | Csehország                                                 | 2                                                          | 3                                                          | 4                                                          | 9        |
| 4.                                                         | Németország                                                | 2                                                          | 3                                                          | 2                                                          | 7        |
| 5.                                                         | Ausztria                                                   | 2                                                          | 2                                                          | 3                                                          | 7        |
|                                                            | Szlovénia                                                  | 2                                                          | 2                                                          | 3                                                          | 7        |
| 7.                                                         | Franciaország                                              | 2                                                          | 2                                                          | 0                                                          | 4        |
| 8.                                                         | Svédország                                                 | 1                                                          | 1                                                          | 3                                                          | 5        |
| 9.                                                         | Horvátország                                               | 1                                                          | 0                                                          | 0                                                          | 1        |
| 10.                                                        | Svájc                                                      | 0                                                          | 2                                                          | 0                                                          | 2        |
| 11.                                                        | Olaszország                                                | 0                                                          | 1                                                          | 2                                                          | 3        |
| 12.                                                        | Finnország                                                 | 0                                                          | 0                                                          | 2                                                          | 2        |
| 13.                                                        | Izrael                                                     | 0                                                          | 0                                                          | 1                                                          | 1        |
|                                                            | Magyarország                                               | 0                                                          | 0                                                          | 1                                                          | 1        |
|                                                            | Ukrajna                                                    | 0                                                          | 0                                                          | 1                                                          | 1        |
|                                                            |                                                            |                                                            |                                                            |                                                            |          |
| Összesen                                                   | Összesen                                                   | 28                                                         | 28                                                         | 28                                                         | 84       |